# Ochrobryum nietneri
Ochrobryum nietneri är en bladmossart som beskrevs av C. Müller och Bescherelle 1897. Ochrobryum nietneri ingår i släktet Ochrobryum och familjen Dicranaceae. Inga underarter finns listade i Catalogue of Life.